# Centro di addestramento cosmonauti Jurij Gagarin

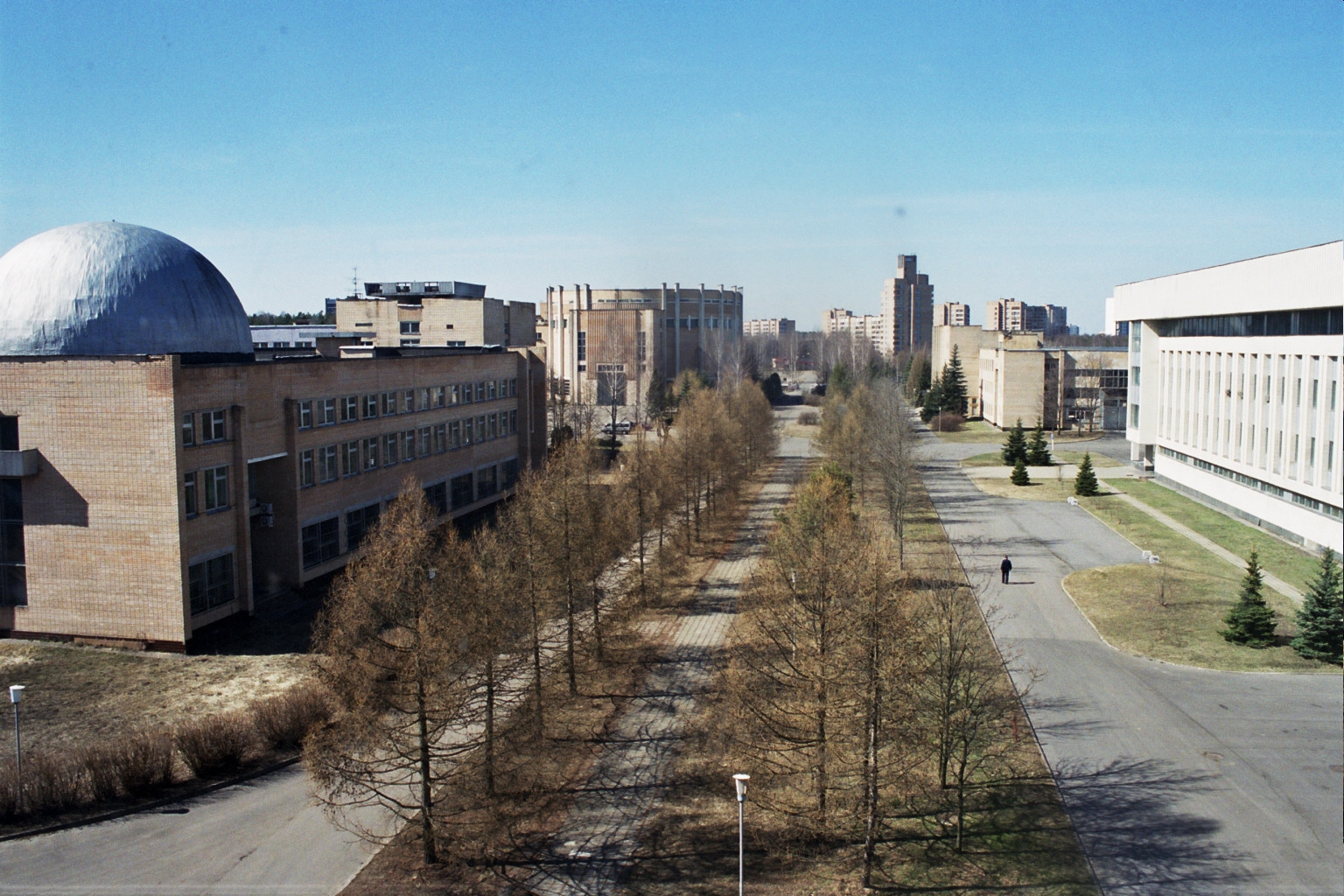
Il complesso del Centro di addestramento cosmonauti

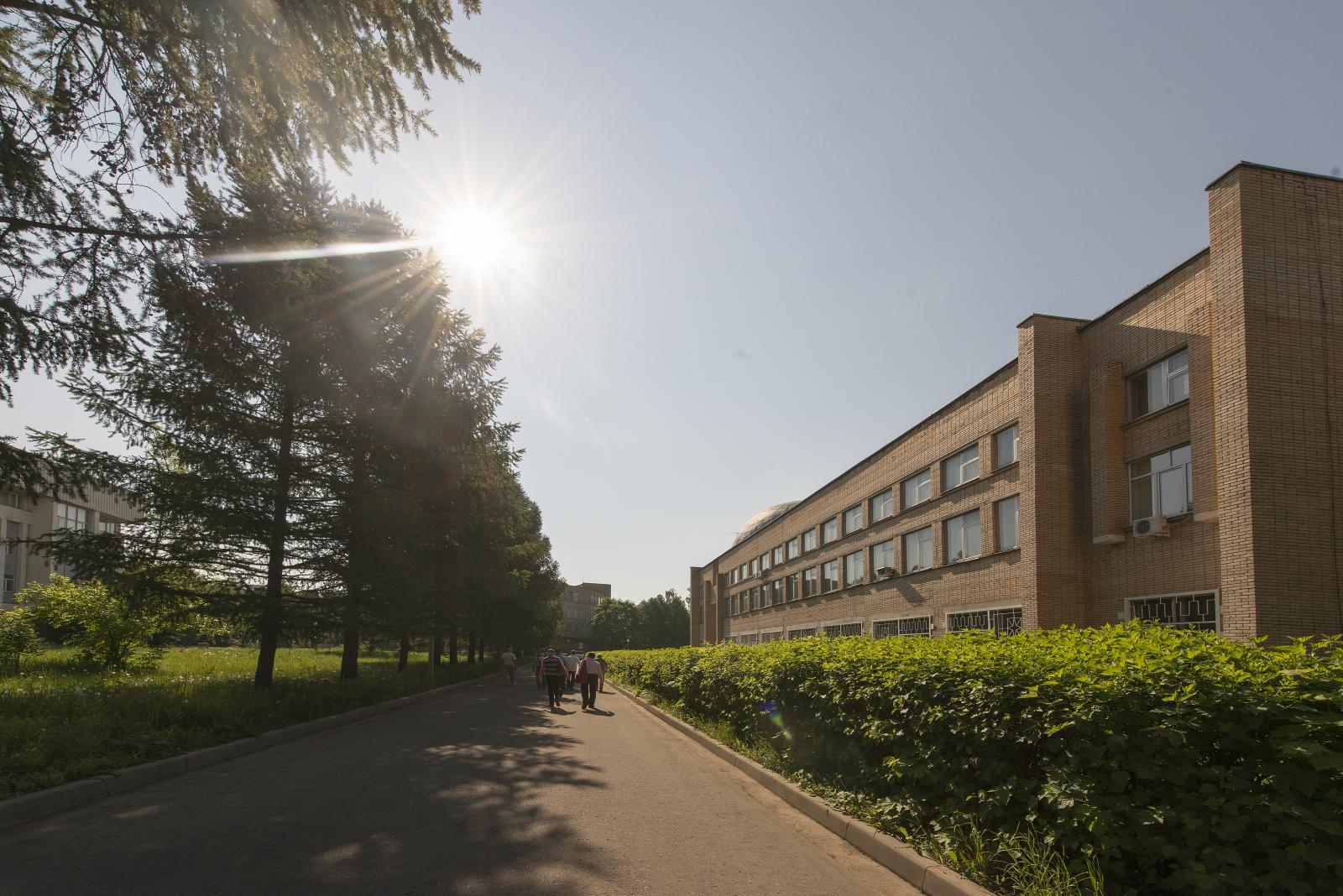
Un'altra vista del GCTC

Il Centro di addestramento cosmonauti e di ricerca Jurij Gagarin (GCTC; (in russo Центр подготовки космонавтов имени Юрий Гагарина - "Centr podgotovki kosmonavtov imeni Jurij Gagarina") è un complesso di edifici situato nella Città delle Stelle, nell'Oblast' di Mosca in Russia in cui si addestrano i cosmonauti russi per svolgere missioni spaziali.

## Storia del GCTC

### Centro di addestramento cosmonauti dell'Aeronautica (1960 – 1965)
Nel gennaio e nel maggio 1959 il Partito Comunista dell'Unione Sovietica decise di avviare una selezione di cosmonauti al fine di svolgere missioni spaziali con equipaggio. Sergej Korolëv propose di selezionare i cosmonauti tra i piloti, dato che erano le persone più addestrate, soprattutto i piloti collaudatori. Alla fine scelsero di selezionare i candidati cosmonauti tra i piloti collaudatori dell'Aeronautica militare sovietica.
Durante la prima selezione sono stati esaminati 3461 curriculum di piloti sotto i 35 anni e di questi 347 sono stati scelti per un colloquio preliminare. A seguito dei colloquio e degli accurati test, 206 piloti sono stati ammessi per partecipare ad ulteriori esami medici al Ospedale centrale di ricerca del volo dell'Aeronautica (ЦВНИАГ) da ottobre 1959 ad aprile 1960. Successivamente, 72 dei 206 piloti ammessi all'Ospedale si son rifiutati di sottoporsi agli esami medici, mentre 105 son stati scartati per motivi di salute. 20 dei restanti 29 piloti hanno passato gli esami medici con buoni risultati e sono quindi stati selezionati come candidati cosmonauti. 

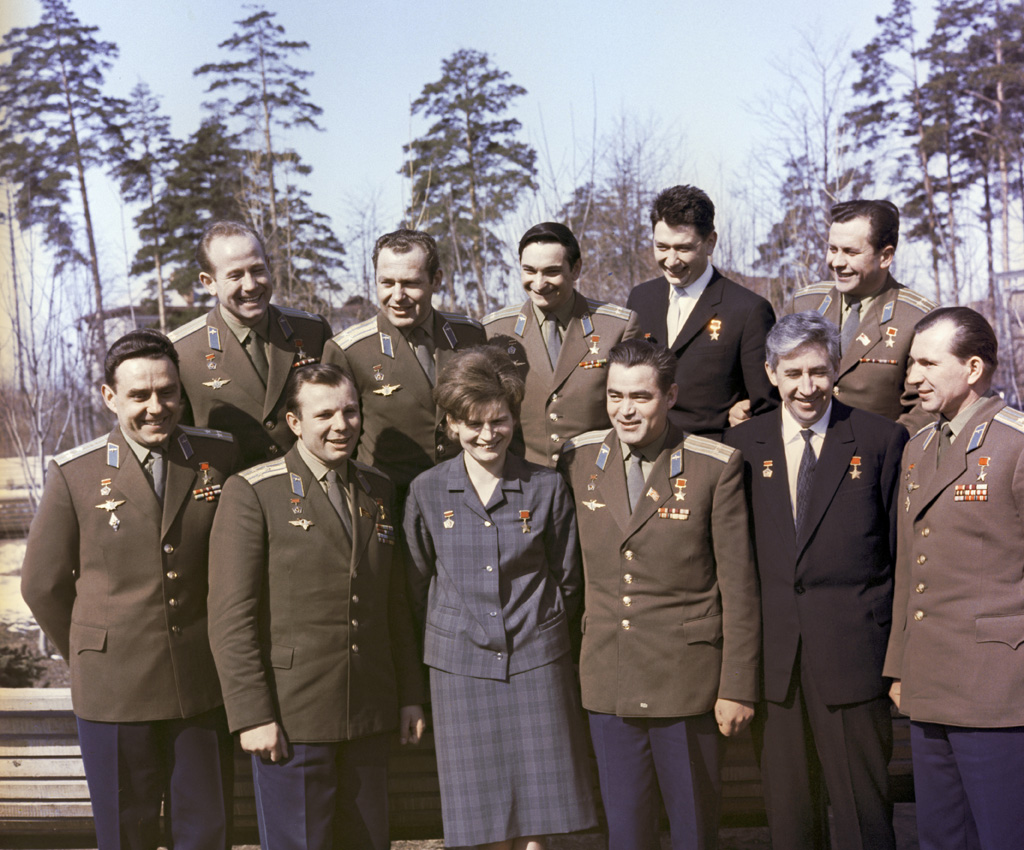
Cosmonauti sovietici nel 1965

A seguito della selezione, Korolëv ha iniziato a considerare la necessità di istituire un centro di addestramento apposito per i cosmonauti. Insieme con il comandante in capo dell'Aeronautica Konstantin Veršinin ne ha fatto richiesta al governo e alla fine del 1959 hanno ricevuto l'approvazione per stabilire il Centro speciale d'addestramento dell'Aeronautica per i voli spaziali. Per ordine di Veršinin, l'11 gennaio 1960 è stata formata l'Unità militare speciale 26266 che avrebbe servito nel Centro. Essendo l'addestramento dei cosmonauti l'obiettivo principale, il Centro è stato rinominato in Centro di addestramento cosmonauti dell'Aeronautica. Il Centro comprendeva: amministrazione, dipartimento di addestramento dei cosmonauti, dipartimento di addestramento formativo, dipartimento del supporto logistico, plotone di sicurezza e club.
Il primo gruppo di candidati cosmonauti è arrivato alla Base aerea Frunze a Mosca a marzo 1960 per iniziare l'addestramento. Per l'assenza di sistemazioni adatte, i candidati alloggiavano temporaneamente in una piccola casa a due piani nel complesso sportivo CSKA della Base Frunze, vicino all'Istituto medico di aviazione (ИAМ). All'inizio del luglio 1960 l'Unità è stata spostata nella Città delle Stelle (all'epoca nota come Città Verde), dove i cosmonauti hanno continuato ad addestrarsi nel nuovo Centro di addestramento per Cosmonauti (vicino a Ščëlkovo, 25 km da Mosca). Il 17 e 18 gennaio 1961 i cosmonauti hanno superato gli esami sulla preparazione per il volo della navicella Vostok.
Il primo lancio di una navicella con equipaggio umano ha avuto luogo il 12 aprile 1961 alle 06:07 UTC ed era pilotata dal cosmonauta Jurij Gagarin.
Tra il 1961 e il 1963 i cosmonauti hanno volato a bordo delle Vostok, compiendo i primi voli spaziali della durata di un giorno e in seguito voli di gruppo. In quegli anni le alte cariche del Centro hanno iniziato a pensare di selezionare un gruppo di cosmonaute donne. Nel gennaio 1962 tra le 58 donne che hanno aderito alla selezione per partecipare al programma spaziale, 23 sono state selezionate per ulteriori esami medici. Il mese seguente è stato formato il primo gruppo di candidate cosmonaute donne e nel maggio del 1963 hanno completato l'addestramento. 
Mentre i voli delle navicelle Vostok avevano lo scopo di dimostrare che l'uomo poteva sopravvivere nello spazio, i sovietici hanno iniziato la costruzione di una navicella adatta a trasportare più di una persona, la navicella Voschod. 
Il 18 marzo 1965 durante il volo della Voschod 2 il cosmonauta Aleksej Leonov ha svolto la prima attività extraveicolare di sempre.

### 1º Centro di addestramento cosmonauti (1965 – 1968)
Il Centro di addestramento cosmonauti dell'Aeronautica è stato rinominato in Centro di addestramento cosmonauti ottenendo così lo status interdipartimentale il 7 ottobre 1965. Nel 1966 i cosmonauti hanno iniziato addestrarsi per il programma della navicella Sojuz e negli anni seguenti per il programma della prima stazione orbitale Saljut. I primi test di collaudo della Sojuz hanno avuto inizio il 28 novembre 1966 con il lancio della missione senza equipaggio Cosmos 133, mentre la prima missione con equipaggio avvenne il 23 aprile 1967 a bordo della Sojuz 1, in cui morì il cosmonauta Vladimir Komarov durante l'atterraggio per problemi durante l'apertura del paracadute.
Tra il 1966 e il 1968 si sono svolti gli addestramenti in vista di voli di lunga durata (10 giorni) a bordo della Voskhod e quelli per il programma Spiral. Per ottenere le abilità necessarie per pilotare il MiG-105 i cosmonauti seguirono un addestramento specifico eseguendo test di volo sugli aerei MiG-15. Durante uno di questi voli il 27 marzo 1968 Jurij Gagarin e Vladimir Serëgin si schiantarono al suolo morendo nell'impatto.

### 1º Centro di addestramento cosmonauti Jurij Gagarin (1968 – 1969)
Il 30 aprile 1968 in onore di Jurij Gagarin, il Centro di addestramento per cosmonauti è stato rinominato Centro di addestramento cosmonauti Jurij Gagarin.
Nel gennaio del 1969 è avvenuto il primo attracco tra due navicelle sovietiche, la Sojuz 4 e la Sojuz 5. 
Tra il 1968 e il 1969 un gruppo di cosmonauti hanno svolto degli addestramenti per i seguenti programmi spaziali:
- missione circumlunare e allunaggio (L-1 e A-3);
- veicoli orbitali (Sojuz e Sojuz-VI);
- stazione orbitale (Almaz).

Negli anni successivi alcuni di quest programmi (L-1, L-3, Sojuz-VI) sono stati cancellati, mentre altri (Sojuz/Saljut e Almaz) sono proseguiti.

### 1º Centro di addestramento cosmonauti e di ricerca Jurij Gagarin (1970 – 1995)

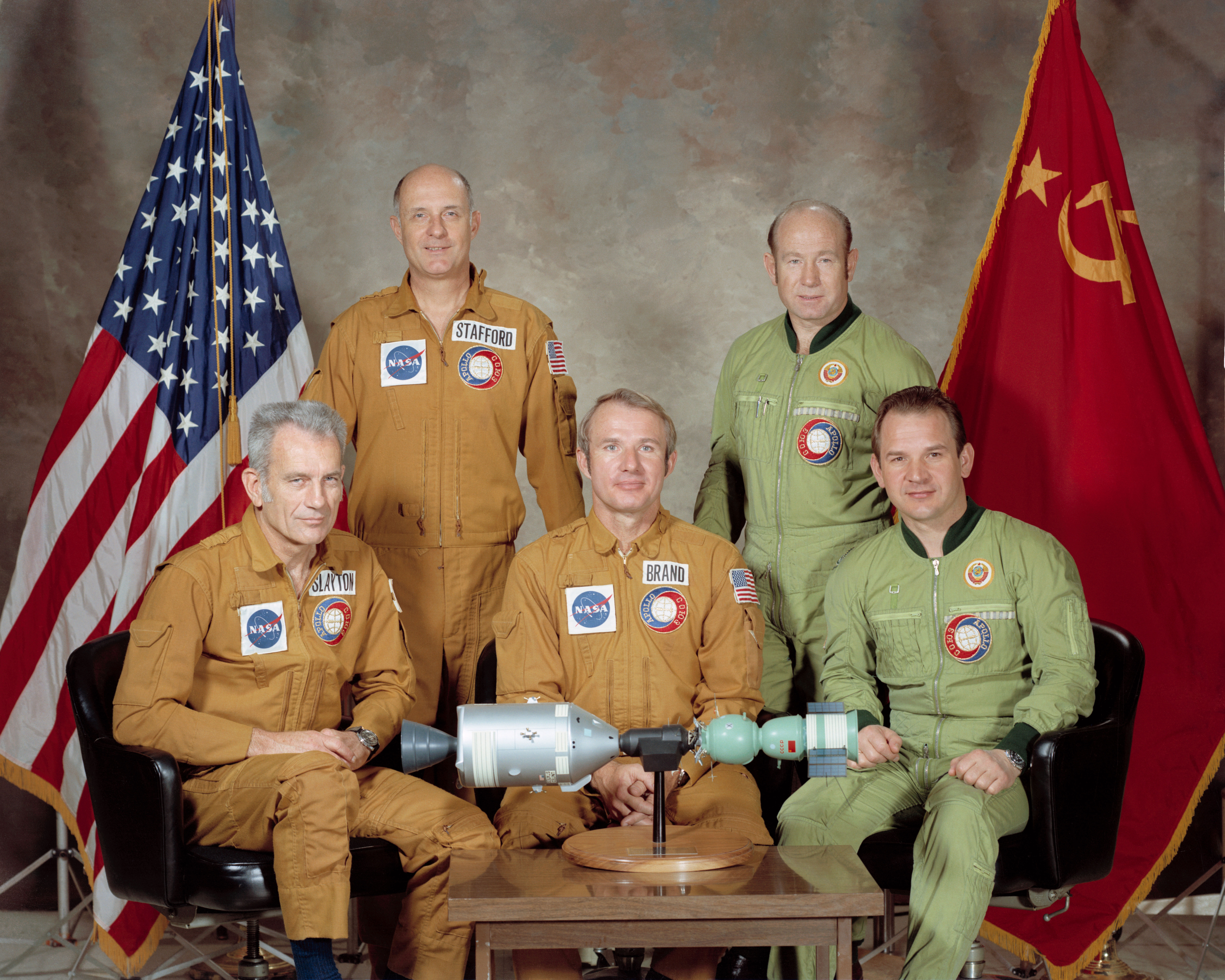
Gli equipaggio della Sojuz 19 e dell'Apollo

Nel 1974 i candidati cosmonauti sono stati inclusi nel Corpo cosmonauti e nel 1975 il Corpo cosmonauti è diventato uno delle divisioni principali del Centro. In quel momento, i membri del Corpo cosmonauti erano divisi in diversi gruppi: 
- gruppo dei veicoli e stazioni orbitali;
- gruppo dei programmi spaziali internazionali;
- gruppo dei veicoli aerospaziali;
- gruppo degli candidati cosmonauti.

Nel 1982 è stato reintrodotto il ruolo di Capo del Corpo cosmonauti, il quale era precedentemente combinato con il ruolo di vice capo del Centro del volo e addestramento spaziale. Contemporaneamente, sono stati formati dei nuovi gruppi di cosmonauti:
- gruppo dei complessi orbitali;
- gruppo dei sistemi spaziali riutilizzabili;
- gruppo dei ricercatori cosmonauti;
- gruppo del controllo dell'attività dell'equipaggio durante il volo.

Tra il 1971 e il 1986 sono state lanciate sette stazioni orbitali Saljut. Durante la seconda missione della Saljut 1, l'equipaggio della Sojuz 11 composto da Georgij Dobrovol'skij, Vladislav Volkov e Viktor Pacaev perì a causa della depressurizzazione del modulo di discesa.
I primi passi verso la cooperazione internazionale per i voli con equipaggio vennero fatti tra il 15 e il 21 luglio del 1975, quando la navicella russa Sojuz 19 e la navicella Apollo ASTP rimasero agganciate per 44 ore per il programma Apollo-Sojuz. 

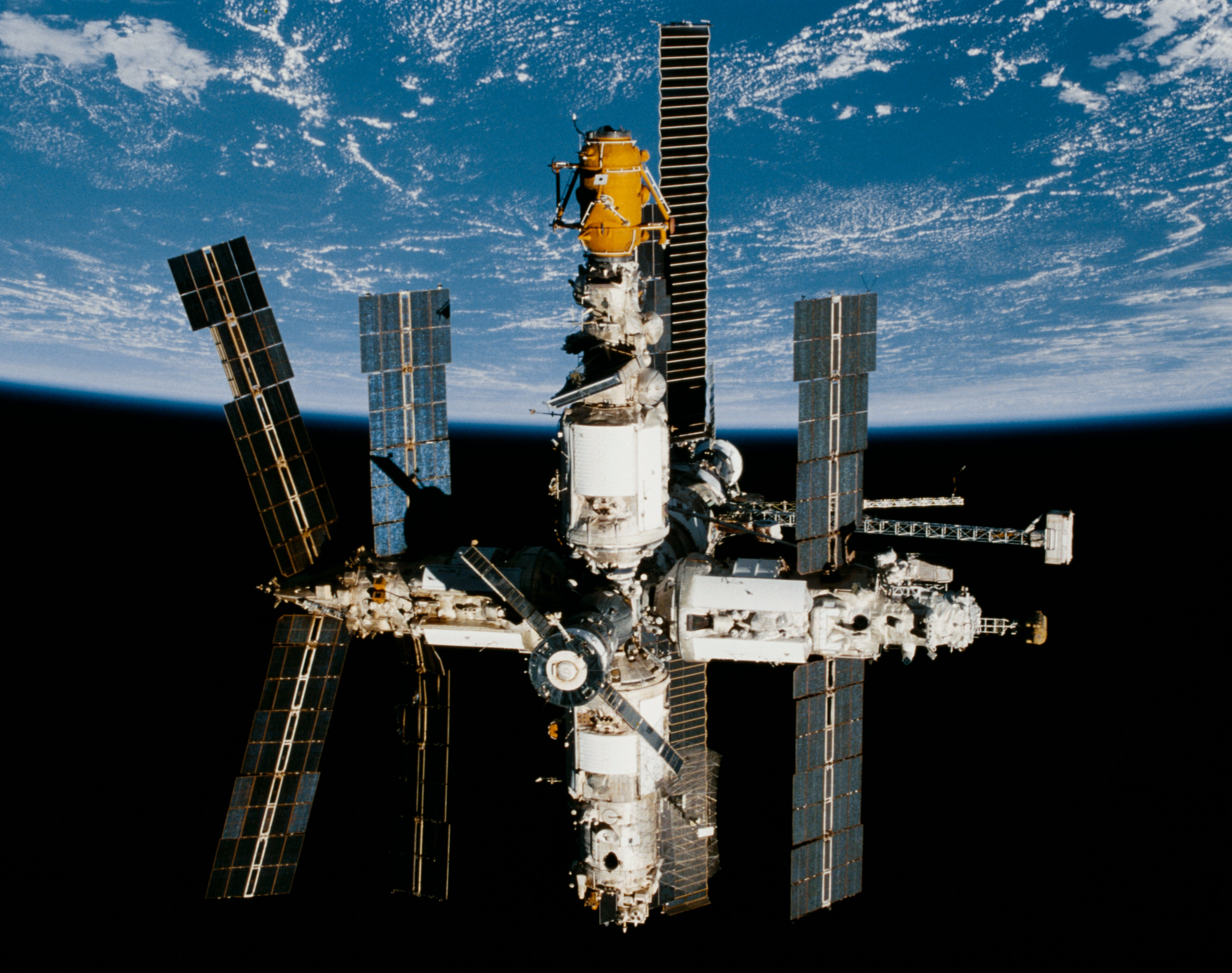
La Mir nel 1998

Dal 1978, cioè da quando il Centro ha iniziato a collaborare con altri Paesi per le missioni spaziali, sono state lanciate 25 missioni composte da un equipaggio internazionale sulle Sajut. Tra i cosmonauti stranieri addestrati nel Centro c'erano rappresentanti della Cecoslovacchia, Polonia, Germania, Bulgaria, Ungheria, Vietnam, Cuba, Mongolia, Romania, Francia, India, Siria, Afganistan, Giappone, Gran Bretagna, Austria, Stati Uniti, Svezia e Spagna. In quegli anni la navicella Sojuz ha subito dei miglioramenti, passando dalla versione Sojuz a quella Soyuz-T e infine alla Soyuz-TM.
Nel febbraio del 1986 è stato lanciato il primo modulo della stazione spaziale Mir. La presenza di sei boccaporti d'attracco ha reso possibile l'attracco di diversi moduli/navicelle contemporaneamente, tra cui lo Space Shuttle e dei moduli scientifici. 
In quel periodo è iniziata la selezione e poi addestramento dei cosmonauti per le missioni sullo spazioplano Buran. Per i voli di collaudo del Buran le alte cariche del governo hanno deciso di selezionare i cosmonauti tra i piloti collaudatori del Ministero della produzione aeronautica (MAP) e del Ministero della difesa sovietico. Il primo volo orbitale del Buran 1.01 senza equipaggio avvenne il 15 novembre 1988 ed è stato il primo e unico volo del Buran, dato che nei primi anni '90 a causa della dissoluzione dell'Unione Sovietica il programma è stato cancellato.

### Centro di addestramento cosmonauti e di ricerca statale russa Jurij Gagarin (1995 – 2009)

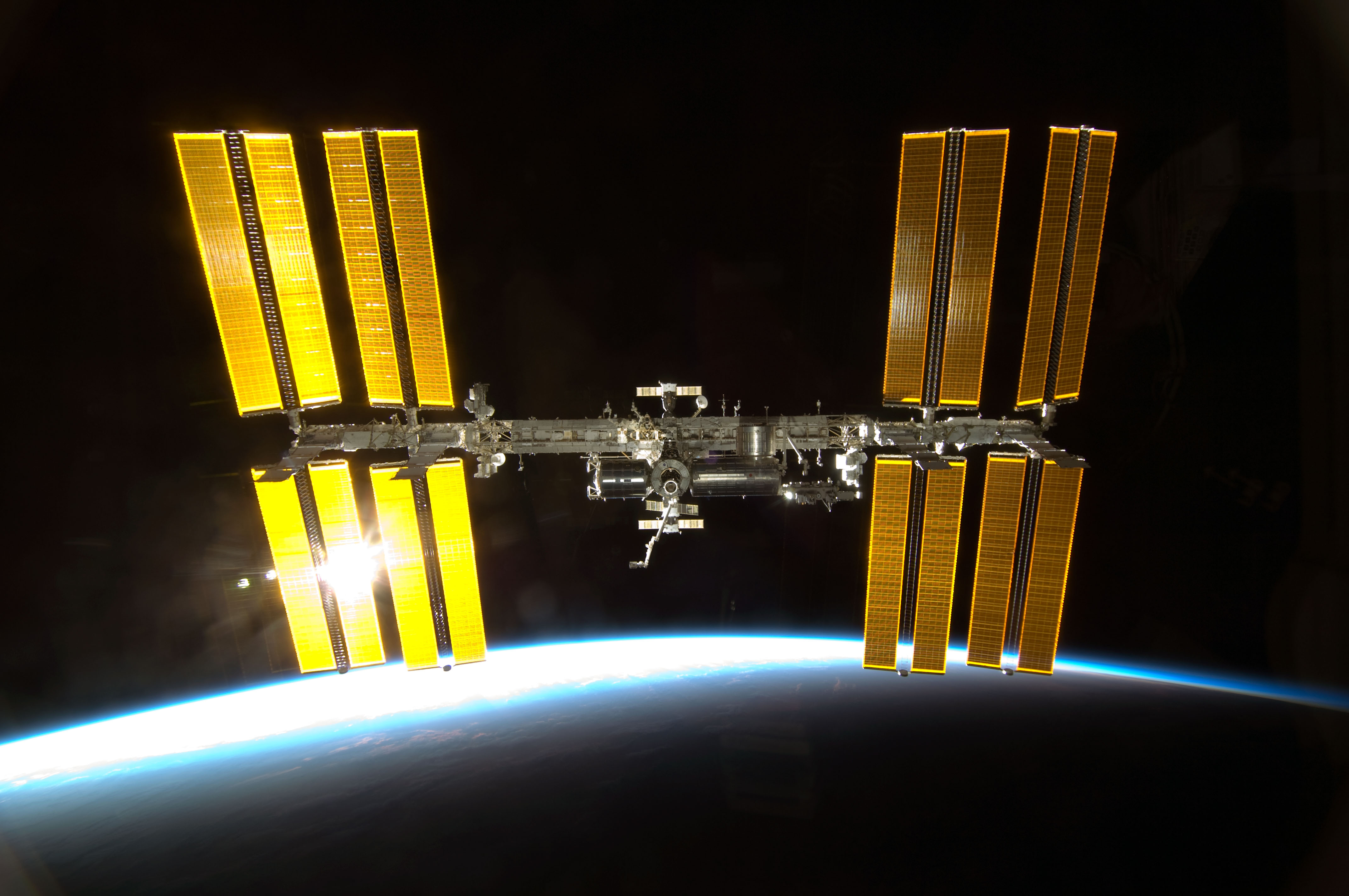
La ISS nel 2010

Per migliorare l'efficienza scientifica e tecnologica della Federazione Russa nel campo delle missioni con equipaggio e dell'addestramento dei cosmonauti, il Centro di addestramento cosmonauti e di ricerca statale russa Jurij Gagarin (in breve – GCTC) è stato creato in sostituzione del vecchio Centro di addestramento cosmonauti e ricerca Jurij Gagarin e del   70º reggimento speciale di test e addestramento Vladimir Seregin nel 15 maggio 1995. Il Centro fino al 2008 era sotto il comando del Ministero della Difesa russa e di Roscosmos. In quel periodo il GCTC ha continuato ad addestrare i cosmonauti per la Mir occupandosi ogni anno di circa 12 equipaggi delle Spedizioni principali. Inoltre, hanno avuto luogo anche missioni congiunte insieme alla NASA per il programma Shuttle-Mir. 
Nel 1996 è iniziata una cooperazione tra molti Paesi intorno alla Terra, con l'inizio del programma della Stazione spaziale internazionale (in breve – ISS), in cui la Russia insieme agli Stati Uniti, il Giappone, l'Europa e il Canada hanno ricoperto un ruolo fondamentale.
In quel periodo gli edifici vecchi del GCTC sono stati modificati e ne sono stati creati di nuovi, per l'installazione, tra cui, di nuovi simulatori e stanze per le lezioni.

### Centro di addestramento cosmonauti e di ricerca Jurij Gagarin (2009 – presente)
Sulla base del decreto № 1435-р della Russia del 1º ottobre 2008, il Centro di addestramento cosmonauti e di ricerca Jurij Gagarin è stato istituito sotto la supervisione di Roscosmos e il 1º luglio 2009 il vecchio GCTC è stato chiuso.
In accordo con la decisione dei partner internazionali di aumentare il numero dei membri dell'equipaggio della ISS da 3 a 6 persone, il quantitativo di lavoro per garantire un adeguato addestramento ai cosmonauti e agli astronauti stranieri è aumentato notevolmente. Nella seconda metà del 2009 al GCTC erano in fase di addestramento 16 equipaggi per missioni spaziali a bordo delle navicelle Sojuz TMA e della ISS. Di questi equipaggi facevano parte 17 cosmonauti russi, 12 astronauti della NASA, 2 astronauti dell'ESA e 4 astronauti della JAXA. Per migliorare l'efficienza dei sistemi di selezione e addestramento dei cosmonauti, il 7 dicembre 2010 Anatolij Perminov, Capo di Roscosmos, ha emesso l'ordine di creare un Corpo Cosmonauti unificato di Roscosmos, diventato operativo il 1º gennaio 2011.

## Esami di pre-volo del GCTC
Prima di ogni lancio spaziale a bordo di una navicella russa, gli equipaggi principali e quelli di riserva devono superare degli esami teorici e pratici sui sistemi della navicella nei simulatori del GCTC. Poco prima dell'inizio dell'esame, l'equipaggio si presenterà ai membri della commissione Interdipartimentale di Roscosmos, GCTC e di RKK Ėnergija dichiarandosi pronto ad affrontare l'esame e sceglierà uno dei quattro biglietti d'esame, all'interno del quale saranno riportate diverse situazioni anomale che affronterà durante l'esame. Gli esami finali completi vengono svolti in due giornate contemporaneamente dall'equipaggio principale e da quello di riserva alternandosi. Di solito è l'equipaggio principale a decidere il primo dei due giorni con quale dei due esami vuole iniziare. Di seguito sono elencati i vari esami finali e quali membri dell'equipaggio lo devono svolgere: CMD sta per comandante, FE1 per Ingegnere di Volo 1 (il co-pilota) e quando non indicato niente significa che partecipano tutti e tre i membri dell'equipaggio.

### Teleoperatore – CMD
Il primo esame che i comandanti dell'equipaggio principale e quello di riserva del veicolo spaziale Sojuz devono superare è quello di Teleoperatore. Simulando di essere a bordo della ISS, i comandanti supervisionano l'avvicinamento di una navicella cargo Progress alla stazione e ne prendono il controllo manuale TORU nel caso non riesca ad attraccare autonomamente in sicurezza in un boccaporto del Segmento Russo. Vengono svolti quattro attracchi manuali partendo da 3 km o 150 m distanza dalla Stazione, uno in ogni boccaporto utilizzato per gli attracchi delle navicelle nel segmento russo: Zvezda, Pirs, Rassvet e Poisk. Tra le anomalie introdotte dagli istruttori che causano il passaggio dall'attracco automatico a quello manuale ci sono problemi al sistema di navigazione, scomparsa dell'immagine sui monitor, malfunzionamento dei comandi manuali e interruzione delle comunicazioni tra Progress e la ISS.

### Attracco manuale – CMD e FE1
Durante questo esame sia il comandante che l'ingegnere di volo1 svolgono quattro profili di volo a testa per dimostrare di essere in grado di controllare i sistemi e il controllo manuale della navicella durante il rendezvous, il fly-around, l'attracco e lo sgancio con la ISS in modalità manuale. Il primo profilo consiste sempre in un redocking, cioè il cambio di boccaporto. Si parte con la navicella già attraccata alla Stazione, si esegue lo sgancio, un flyaround, l'allineamento al nuovo boccaporto e nuovamente l'attracco. Questo profilo di solito non presenta anomalie ma dev'essere svolto sempre con il controllo manuale da un cosmonauta, dato che non esiste la procedura automatica. Nelle simulazioni successive invece vengono introdotte situazioni di emergenza in cui l'equipaggio deve analizzare i problemi e passare dalla modalità automatica a quella manuale. Tra le anomalie sono presenti: sistema Kurs malfunzionante, avvicinamento automatico con velocità troppo elevata, problemi con il computer di controllo digitale che impediscono il funzionamento del sistema di avvicinamento Kurs e delle compensazioni automatiche di assetto del computer. Le azioni del comandante e dell'ingegnere di volo vengono valutate secondo dei parametri come il tempo impiegato, la velocità radiale e di attracco (non dev'essere superiore ai 15 cm/s) e il consumo di carburante dal momento del passaggio al controllo manuale fino all'attracco.

### Attracco manuale senza telemetria – CMD e FE1
In questo esame il comandante e l'ingegnere di volo1 lavorano insieme rispettivamente nel modulo di discesa e nel modulo orbitale. In particolare, questo esame considera la situazione in cui un'anomalia al computer o al sistema Kurs si verifica quando la navicella è ancora abbastanza lontano dalla ISS (e quindi non è stato ancora chiuso il portello tra i due moduli della Sojuz) e l'ingegnere di volo può andare nel modulo orbitale per usare un telemetro laser e riferire al comandante la distanza e la velocità relativa con la Stazione per attraccare manualmente. Durante l'esame, il comandante manovra la navicella fino a 160-250 metri dalla ISS e poi attracca a turno a tutti e quattro i boccaporti del Segmento russo, superando una serie di anomalie introdotte dagli istruttori del GCTC. I parametri con cui viene valutato l'equipaggio sono gli stessi dell'esame di attracco manuale.

### Rientro manuale – CMD e FE1
L'esame del rientro manuale viene svolto nella centrifuga TsF-7 o TsF-18 per simulare i sovraccarichi che i cosmonauti sperimentano quando ritornano sulla Terra nel modulo di discesa. Infatti, nel caso in cui il cosmonauta non svolgesse al meglio l'esame il numero di G da esso percepiti sarebbero superiori al normale, ad esempio gli 8G subiti durante un rientro balistico. Come negli altri esami, il candidato deve svolgere quattro profili di rientro in atmosfera con diverse condizioni iniziali e anomalie. Il voto finale dell'esame dipende dal numero di G subiti dal cosmonauta e dalla distanza tra il luogo di atterraggio inizialmente previsto e luogo d'atterraggio effettivo, il cui valore non può essere superiore ai 30 km. Per modificare la traiettoria di rientro il candidato ha a disposizione un joystick per correggere l'angolo di entrata in atmosfera del modulo di discesa. Se non avvenissero queste correzioni per ogni secondo in volo si avrebbe uno slittamento del punto di atterraggio di 8 km che in un solo minuto aumenterebbe a 480 km. L'aspetto fondamentale dell'atterrare nel luogo previsto e con carichi il più possibile bassi, sta nel fatto che le squadre di recupero aspettano nel luogo di atterraggio previsto e se la navicella atterra a centinaia di chilometri di distanza le squadre impiegherebbero ore per raggiungere il nuovo punto di atterraggio. In più, durante quelle ore i cosmonauti non potranno ricevere nessuno aiuto, ad esempio per uscire dalla capsula, nuotare fino alla riva di un lago, medicare un membro dell'equipaggio ferito, costruirsi un riparo o accendere un fuoco durante una giornata nevosa. Se dovessero inoltre sopportare elevati G dopo sei o più mesi nello spazio, la situazione potrebbe diventare complicata e pericolosa.

### Giornata tipica nel Segmento russo
Il primo esame svolto da tutti e tre i membri dell'equipaggio della Sojuz è una giornata tipica a bordo del Segmento russo della ISS. L'esame inizia al mattino con un'ispezione della Stazione e una conferenza con il Centro di controllo missione di Mosca (MCC-M), durante la quale il cosmonauta riferisce lo stato del Segmento russo e sul proprio stato di salute. Questo esame è relativamente tranquillo per i membri dell'equipaggio non russi, dato che devono compiere semplici operazioni quotidiane di visitatori del Segmento russo, come la preparazione del cibo, il controllo delle telecamere e dei microfoni o cambio delle taniche del bagno I cosmonauti invece, oltre a svolgere i esperimenti scientifici e attività di manutenzione, devono anche analizzare e risolvere le anomalie e le emergenze introdotte dagli istruttori, tra cui perdita delle comunicazioni con la Terra o con il Segmento americano, malfunzionamento del sistema di supporto vitale o di un sistema informatico di bordo, guasto al dispositivo igienico, situazione di emergenza medica, pericolo di collisione con detriti spaziali. A fine giornata, tutti e tre i membri dell'equipaggio devono affrontare come squadra ad una delle tre situazioni d'emergenza più pericolose a bordo della ISS: depressurizzazione, incendio e ammoniaca.

### Primo esame completo
Terminati gli esami parziali, l'equipaggio principale e di riserva al completo devono affrontare due intere giornate di esami. Il primo giorno un equipaggio svolgerà gli esami nel simulatore della Sojuz mentre l'altro equipaggio lavorerà al mockup del Segmento russo e il giorno successivo si invertiranno i ruoli. 
L'esame finale completo all'interno del simulatore della Sojuz consiste nello svolgere tutte le procedure dal lancio all'attracco alla ISS (la mattina) e le procedure di sgancio e il rientro in atmosfera (la sera), con la presenza di cinque diverse anomalie. Tra quest'ultime sono presenti: l'arresto dei sistemi Kurs-1 e Kurs-2 durante l'attracco alla ISS, depressurizzazione dei serbatoi di propellente o ossigeno, presenza di una perdita nella valvola di riduzione della pressione, problemi ad una cartuccia dell'anidride carbonica, fuoco a bordo.

### Secondo esame completo
L'ultimo esame che gli equipaggi devono affrontare è molto simile all'esame della giornata tipica che hanno svolto precedentemente. La differenza sta nel fatto che gli istruttori introdurranno le anomalie presenti all'interno della busta selezionata dall'equipaggio e che verranno valutati dalla Commissione Interdipartimentale.
Quando sia l'equipaggio principale che quello di riserva hanno concluso l'ultimo esame completo, la Commissione Interdipartimentale composta dai rappresentanti di Roscosmos, GCTC, RKK Ėnergija e NASA li dichiara idonei al volo e li autorizza a spostarsi a Bajkonur, in Kazakistan dove passeranno due settimane di quarantena prima del lancio.

## Cosmonauti in attività
A luglio 2025 fanno parte del Corpo cosmonauti di Roscosmos 23 cosmonauti assegnabili ad una missione spaziale e 4 candidati cosmonauti in addestramento. In celeste sono riportate le persone attualmente nello spazio. Per i gruppi dei cosmonauti dal 1960 a oggi si veda Gruppi dei cosmonauti sovietici e russi e Lista degli astronauti per anno di selezione.
| Nome e cognome              | Tempo nello spazio  | Numero voli | Note                                   |
| --------------------------- | ------------------- | ----------- | -------------------------------------- |
| 1996                        |                     |             |                                        |
| Oleg Kononenko              | 1110g 14h 56min     | 5           |                                        |
| 2003                        |                     |             |                                        |
| Oleg Artem'ev               | 560g 18h 06min      | 3           | Assegnato SpaceX Crew-12 (marzo 2026)  |
| 2006                        |                     |             |                                        |
| Aleksej Ovčinin             | 595g                | 3           |                                        |
| Sergej Ryžikov              | 473g (Agg. 1/08/25) | 3           | Nello spazio                           |
| 2010                        |                     |             |                                        |
| Sergej Kud'-Sverčkov        | 184g 23h 10min      | 1           | Assegnato Sojuz MS-28 (Novembre 2025)  |
| Sergej Prokop'ev            | 567g 15h 12m        | 2           |                                        |
| Ivan Vagner                 | 416g                | 2           |                                        |
| 2012                        |                     |             |                                        |
| Nikolaj Čub                 | 373g 20h 13min      | 1           |                                        |
| Pëtr Dubrov                 | 355g 03h 45min      | 1           | Assegnato Sojuz MS-29 (marzo 2026)     |
| Andrej Fedjaev              | 185g 22h 42min      | 1           |                                        |
| Anna Kikina                 | 157g 10h 01min      | 1           | Assegnata Sojuz MS-29 (marzo 2026)     |
| Sergej Korsakov             | 194g 19h 01min      | 1           |                                        |
| Dmitrij Petelin             | 370g 21h 22         | 1           | Assegnato Sojuz MS-30 (settembre 2026) |
| 2018                        |                     |             |                                        |
| Konstantin Borisov          | 199g 02h 19m        | 1           | Assegnato Sojuz MS-30 (settembre 2026) |
| Aleksandr Gorbunov          | 171g 04h 39m        | 1           |                                        |
| Aleksandr Grebënkin         | 235g 03h 35m        | 1           |                                        |
| Sergej Mikaev               | Nessun volo         |             | Assegnato Sojuz MS-28 (Novembre 2025)  |
| Kirill Peskov               | 147g 16h 29min      | 1           |                                        |
| Oleg Platonov               | 1g (Agg. 1/08/25)   | 1           | Nello spazio                           |
| Alekej Zubrickij            | 115g (Agg. 1/08/25) | 1           | Nello spazio                           |
| 2021                        |                     |             |                                        |
| Arutjun Kivirjai            | Nessun volo         |             |                                        |
| Aleksandr Koljabin          | Nessun volo         |             |                                        |
| Sergej Teterjatnikov        | Nessun volo         |             |                                        |
| 2024 – Candidati cosmonauti |                     |             |                                        |
| Ėl'čin Vаchidov             | Nessun volo         |             |                                        |
| Vladimir Vorožkо            | Nessun volo         |             |                                        |
| Aleksandr Žеrеbcov          | Nessun volo         |             |                                        |
| Anastasija Burčuladze       | Nessun volo         |             |                                        |

## Capi del GCTC
1. Evgenij Karpov (24 febbraio 1960 – 1963)
2. Michail Odincov (1963)
3. Nikolaj Kuznecov (1963 – 1972)
4. Georgij Beregovoj (1972 – 1987)
5. Vladimir Šatalov (1987 – 1991)
6. Pëtr Klimuk (1991 – 2003)
7. Vasilij Cibliev, (2003 – 2009)
8. Sergej Krikalëv (30 marzo 2009 – 27 marzo 2014)
9. Jurij Lončakov (aprile 2014 – ottobre 2017)
10. Pavel Vlasov (novembre 2017 – 2021)
11. Maksim Kharlamov (2021 – in carica)